# Resolutie 1154 Veiligheidsraad Verenigde Naties
Resolutie 1154 van de Veiligheidsraad van de Verenigde Naties werd op 2 maart 1998 unaniem aangenomen door de VN-Veiligheidsraad.

## Achtergrond
Op 2 augustus 1990 viel Irak zijn zuiderbuur Koeweit binnen en bezette dat land. De Veiligheidsraad veroordeelde de inval middels resolutie 660 en later kregen de lidstaten carte blanche om Koeweit te bevrijden. Eind februari 1991 was die strijd beslecht waarna Irak zich neerlegde bij alle aangenomen VN-resoluties.

## Inhoud

### Waarnemingen
De Veiligheidsraad wilde ervoor zorgen dat Irak onvoorwaardelijk zou voldoen aan zijn verplichtingen onder onder meer resolutie 687 uit 1991.

### Handelingen
De secretaris-generaal had toezeggingen van Irak om aan diens verplichtingen te voldoen en daarover was een memorandum van overeenstemming getekend. Een van die verplichtingen was dat Irak de Speciale Commissie, die wapeninspecties deed, en het Internationaal Atoomenergie Agentschap onmiddellijk, onvoorwaardelijk en ongehinderd toegang zou geven.

## Verwante resoluties
- Resolutie 1143 Veiligheidsraad Verenigde Naties (1997)
- Resolutie 1153 Veiligheidsraad Verenigde Naties
- Resolutie 1158 Veiligheidsraad Verenigde Naties
- Resolutie 1175 Veiligheidsraad Verenigde Naties

Lijst ·  1147 ·  1148 ·  1149 ·  1150 ·  1151 ·  1152 ·  1153 ·  1154 ·  1155 ·  1156 ·  1157 ·  1158 ·  1159 ·  1160 ·  1161 ·  1162 ·  1163 ·  1164 ·  1165 ·  1166 ·  1167 ·  1168 ·  1169 ·  1170 ·  1171 ·  1172 ·  1173 ·  1174 ·  1175 ·  1176 ·  1177 ·  1178 ·  1179 ·  1180 ·  1181 ·  1182 ·  1183 ·  1184 ·  1185 ·  1186 ·  1187 ·  1188 ·  1189 ·  1190 ·  1191 ·  1192 ·  1193 ·  1194 ·  1195 ·  1196 ·  1197 ·  1198 ·  1199 ·  1200 ·  1201 ·  1202 ·  1203 ·  1204 ·  1205 ·  1206 ·  1207 ·  1208 ·  1209 ·  1210 ·  1211 ·  1212 ·  1213 ·  1214 ·  1215 ·  1216 ·  1217 ·  1218 ·  1219